# ملی‌گرایی فلسطینی

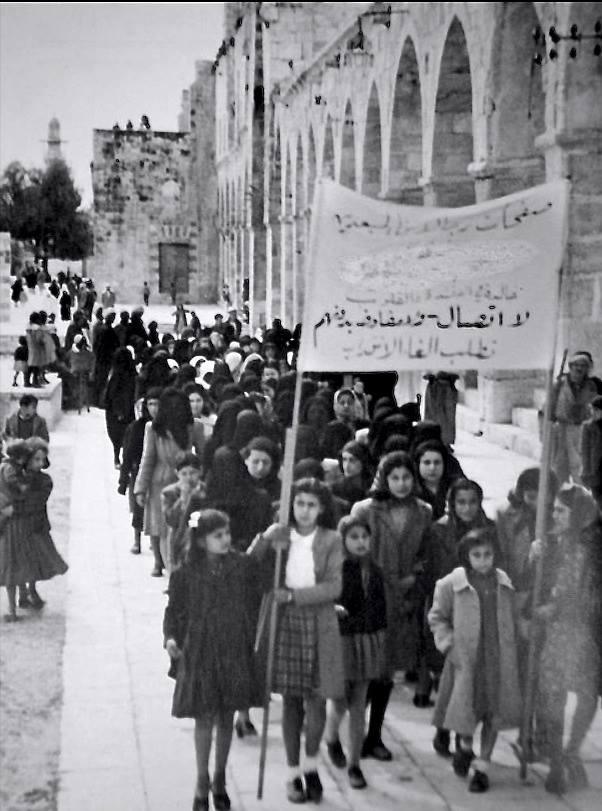
فلسطین ۱۹۳۰

ملی‌گرایی فلسطینی یا ناسیونالیسم فلسطینی جنبش ملی مردم فلسطین برای تعیین سرنوشت خود و حاکمیت بر فلسطین  توسط مردم فلسطین است.